# Michel Mohrt
Michel Mohrt (Morlaix, 28 aprile 1914 – Neuilly-sur-Seine, 17 agosto 2011) è stato un editore, scrittore, saggista, giornalista, pittore e storico della letteratura francese, membro dell'Académie française, nella quale ha occupato il seggio numero 33 dal 18 aprile 1985 alla morte.

## Opere
Mohrt ha scritto numerosi saggi e romanzi. Ecco l'elenco delle sue opere:
- 1943 - Montherlant, «homme libre» (Gallimard)
- 1943 - Les Intellectuels devant la défaite de 1870 (Buchet-Chastel)
- 1945 - Le Répit, roman (Albin Michel)
- 1948 - Le Cavalier de la nuit, R. Penn Warren (Stock)
- 1949 - Mon royaume pour un cheval (Albin Michel)
- 1951 - Les Nomades (Albin Michel)
- 1952 - Marin-la-Meslée (Pierre Horay)
- 1953 - Le Serviteur fidèle (Albin Michel)
- 1955 - Le Nouveau Roman américain (Gallimard)
- 1956 - La Littérature d'Amérique du Nord, dans Histoire des Littératures, tome II (Gallimard)
- 1961 - La Prison maritime (Gallimard) - Grand Prix du roman de l'Académie française
- 1963 - La Marche de nuit, William Styron (Gallimard)
- 1965 - La Campagne d'Italie (Gallimard)
- 1969 - L'Ours des Adirondacks (Gallimard)
- 1970 - L'Air du large (Gallimard)
- 1970 - Un jeu d'enfer, théâtre (Gallimard)
- 1974 - Deux Indiennes à Paris (Gallimard)
- 1975 - Les Moyens du bord (Gallimard)
- 1979 - La Maison du père, récit (Gallimard)
- 1980 - Paquebots, le temps des traversées (Éditions Maritimes et d'outremer)
- 1986 - La Guerre civile (Gallimard)
- 1988 - Vers l'Ouest (Olivier Orban)
- 1988 - L'Air du large II (Gallimard)
- 1989 - Le Télésiège (Gallimard)
- 1989 - Benjamin ou Lettres sur l'inconstance (Gallimard)
- 1991 - L'Air du temps (Le Rocher)
- 1991 - Un soir, à Londres (Gallimard)
- 1992 - Monsieur l'Ambassadeur, théâtre (Gallimard)
- 1992 - On liquide et on s'en va, sotie (Gallimard)
- 1996 - Les Dimanches de Venise (Gallimard)
- 1998 - Bouvard et Pécuchet, de Gustave Flaubert (Gallimard)
- 1998 - L'Ile des fous, nouvelles (Le Rocher)
- 1999 - De bonne et mauvaise humeur (Le Rocher)
- 2000 - Tombeau de La Rouërie (Gallimard)
- 2002 - Jessica ou l'amour affranchi (Gallimard)

## Premi letterari
- 1962 - Grand prix du roman de l'Académie française
- 1983 - Gran premio di letteratura dell'Accademia francese[2]